# いろは坂 (多摩市)

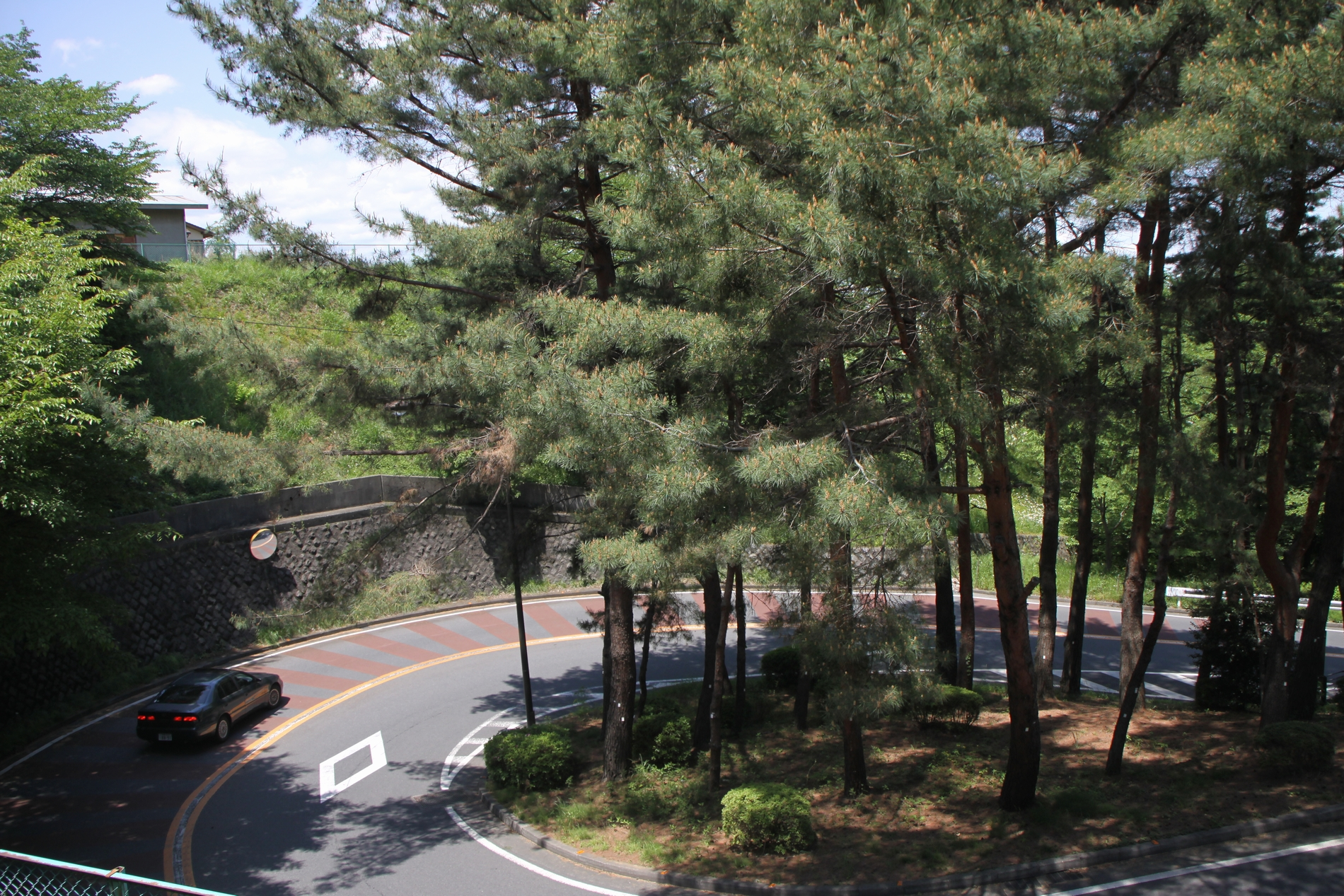
いろは坂中腹部

いろは坂（いろはざか）とは、東京都多摩市桜ヶ丘にある坂。桜ヶ丘1丁目と4丁目の境界をなしている。

## 概要
多摩市桜ヶ丘を南北に貫く「いろは坂通り」の北端部分が「いろは坂」である。いろは坂通りは北端で「さくら通り」に接続し、大栗川を跨いで京王線聖蹟桜ヶ丘駅前まで延びている。非常に斜度の急な九十九折の坂道で、付近の連光寺坂、百草園坂、お化け坂（東寺方坂、以上はいずれも俗称）と並び、多摩市内の4大激坂としてスポーツ自転車愛好家のヒルクライムのメッカとなっている。
この坂道を有名にしたのはスタジオジブリ映画「耳をすませば」で、いろは坂は主人公の月島雫が駅から図書館に向かう坂道のモデルとなった他、坂の頂上付近には月島雫が同級生の杉村から告白を受けた神社のモデルである金比羅宮も存在している。いろは坂を登りきってから道なりに約500m進んだところにはロータリーが存在するが、このロータリーは劇中に登場する骨董品屋兼弦楽器工房「地球屋」の前にあるロータリーのモデルである。
劇中ラストシーンでは、この坂の付近に新宿新都心を望むことができる高台が登場する。この場所には映画公開後しばらくしてからファンの有志により「耳ノート」と呼ばれるファンノートが置かれるようになり、ここを訪れた「耳をすませば」のファンが自由にコメントを残すようになった。しかし2000年を過ぎた頃から心無い者がノートを盗んだり、落書きやゴミが目に余るようになり、2002年頃からはグラフィティまでもが描かれるようになった。当初は作品のファンや地元の有志による掃除によって落書きやゴミは処理されていたが、やがて立ち入りが出来ないようフェンスが設置された。その後、家が建って立ち入ることは出来なくなった（2010年現在）。
なお、現在「耳ノート」は上記ロータリーに面する洋菓子屋「ノア」の店内に移設されており、店内にはバロンの置き人形もある。また、隣接する東寺方には『耳をすませば』に肖って『耳をすませばハイツ』という建物名の賃貸住宅が存在する（映画公開前から存在する建物だが、作品が大ヒットしたため『耳をすませばハイツ』に改称した）。